# Nicola Gratteri
Nicola Gratteri, italijanski državni tožilec, magistrat in esejist, * 22. julij 1958, Gerace, Reggio Calabria, Kalabrija, Italija.
Gratteri je od 21. aprila 2016 državni tožilec na Sodišču v Katanzaru.